# Sutilija (Seget Gornji)
Sutilija je brdo kod Segeta Gornjeg, pored Trogira.
Na brdu je nekoliko zaštićenih kulturnih dobara. S obzirom na dominiranje zapadnom stranom trogirskog Malog polja, na strateški važnom položaju s kojeg je moguće nadzirati okolno kopno i pomorje Kaštelanskog zaljeva i Šoltanskog kanala, u željezno doba podignuto je veliko gradinsko naselje. Na istočnoj i jugoistočnoj padini Sutilije nalaze se rimski kamenolomi, čiji je kamen bio važan u rimsko doba i na glasu, što je zabilježio Plinije Stariji i zapisao da je rimski Trogir bio poznat po kamenu, 'Tragurium, civium Romanorum marmore notum'. U malim kâvama i danas se vide tragovi vađenja kamenih blokova. U 12. stoljeću podignuta je na sljemenu romanička crkva sv. Ilije oko koje je groblje.

## Vanjske poveznice
- Sutilija - Zaboravljeni željeznodobni grad, Građanska akcija Trogir na Facebooku, objavljeno 2. ožujka 2019.